# Posanges
Posanges é uma comuna francesa na região administrativa da Borgonha-Franco-Condado, no departamento de Côte-d'Or. Estende-se por uma área de 6 km². Em 2010 a comuna tinha 55 habitantes (densidade: 9,2 hab./km²).